# Tsouglag Trengwa
Pawo Rinpoché
Tcheuwang Lhundroup Tsouglag Gyatso
Tsouglag Trengwa  (tibétain : གཙུག་ལག་འཕྲེང་བ, Wylie : gtsug lag 'phreng ba, 1504–1566) est le 2e Pawo Rinpoché, un  historien tibétain de la lignée karma-kagyu.

## Biographie
Tsouglag Trengwa écrivit d'importants traités philosophiques, historiques, médicaux et astrologiques. Il était un disciple de Mikyö Dorje, le 8e karmapa. Il est l'auteur du célèbre  Khépé gatön (tibétain : མཁས་པའི་དགའ་སྟོན།, Wylie : mkhas pa'i dga' ston),, Le Festin des Sages qu'il rédigea de 1545 à 1564 et qui relate l'histoire du bouddhisme en Inde, sa diffusion au Tibet et une partie de l'histoire du Tibet.
Il fut l'abbé du monastère de Lhalung dans le Lhodrak.
Ses principaux disciples comprenaient le 9e karmapa Wangchuk Dorje, le 5e Shamar Rinpoché Konchok Yenlag, et le 3e Tsurpu Gyaltsab Rinpoché, Drakpa Peljor.
En 1565, un an avant sa mort, il a écrit un commentaire détaillé sur le Bodhicaryāvatāra.
Ses écrits sur le dharma ont été cités par le 4e Drikung Chetsang, Tenzin Peme Gyaltsen (1770-1826).